# Jim Platt
James Archibald „Jim“ Platt (* 26. Januar 1952 in Ballymoney) ist ein ehemaliger nordirischer Fußballtorwart und -trainer. Er war langjähriger Torhüter des englischen FC Middlesbrough und bestritt insgesamt 481 Pflichtspiele für „Boro“. Darüber hinaus absolvierte er 23 A-Länderspiele zwischen 1976 und 1986 für die nordirische Nationalmannschaft und war Teil des Kaders der WM-Endrunde 1982 in Spanien und der WM-Endrunde 1986 in Mexiko. Zumeist war er dort jedoch nur die „Nummer 2“ hinter Pat Jennings.

## Sportlicher Werdegang

### Vereinskarriere
Als Schüler zeigte sich Platt als talentierter Fußballer und Feldspieler, bevor er sich in seinen späten Teenager-Jahren auf die Position des Torwarts festlegte. Im Alter von 17 Jahren stand er bei zwei Amateurländerspielen für Nordirland zwischen den Pfosten und versuchte sich beim FC Liverpool über ein dreiwöchiges Vorspielen zu empfehlen. Das Vorhaben war nicht von Erfolg gekrönt, aber auch in heimischen Gefilden machte er früh auf sich aufmerksam, als er 18-jährig mit Ballymena United im 1970er Endspiel des Irish Cups stand und dort nur knapp mit 1:2 dem Linfield FC unterlag. Für eine Ablösesumme von 7.000 Pfund heuerte er schließlich beim englischen Zweitligisten FC Middlesbrough an (weitere 3.000 Pfund wurden mit dem zehnten Profieinsatz fällig). Hintergrund war eine Empfehlung von Ballymenas Trainer Alex McCrae, der früher für „Boro“ selbst einmal aktiv gewesen war.
Nach seinem Wechsel spielte Platt zunächst für die Reservemannschaft des FC Middlesbrough und wurde teilweise erfolgreich als Feldspieler eingesetzt. Im Oktober 1971 debütierte er dann in der Profielf beim 1:0-Sieg gegen den FC Blackpool. Dies markierte eine Serie von 112 Partien bis April 1974 und mündete in den Aufstieg als Zweitligameister in die höchste englische Spielklasse. Nächster Erfolg war Ende 1975 der Gewinn des Anglo-Scottish Cups, als er sich im Finale gegen den FC Fulham (1:0 nach Hin- und Rückspiel) schadlos hielt. Trotz dieser Referenzen war Platts Verhältnis mit Trainer Jack Charlton wechselhaft und nach öffentlich geäußerter Kritik unter anderem an dem Verhalten des Torhüters bei gegnerischen Eckbällen verlor Platt in der Saison 1976/77 seinen vormals unumstrittenen Stammplatz. Unter dem neuen Trainer John Neal wurde Platt zunächst wieder zur „Nummer 1“ ernannt, bevor auch zwischen diesen beiden die Spannungen größer wurden. Als dann der schottische Nationaltorhüter Jim Stewart verpflichtet worden war, wurde Platt in der Saison 1978/79 zunächst an Hartlepool United und danach an Cardiff City verliehen. Einem möglichen dauerhaften Wechsel zum Drittligisten Blackburn Rovers stimmte der FC Middlesbrough danach nicht zu. Stewart hatte sich in der Zwischenzeit sehr schwankend in seinen Leistungen gezeigt und so löste ihn Platt nach der Rückkehr wieder ab.
In den frühen 1980er-Jahren war Platt mittlerweile zum Kapitän des FC Middlesbrough befördert worden und im September 1981 erhielt er sein Benefizspiel („Testimonial Match“). Dort agierte er gegen den AFC Sunderland in der zweiten Hälfte als Feldspieler. Die sportliche Leistungskurve des FC Middlesbrough ging anschließend nach unten und hatte ihren Tiefpunkt mit dem Abstieg in der Spielzeit 1981/82 als Tabellenletzter. Dessen ungeachtet hatte Platt vergleichsweise wenige 52 Gegentore in 42 Ligapartien kassiert (sogar 1 weniger als Vizemeister Ipswich Town). Als nach dem Abstieg Malcolm Allison neuer Trainer in Middlesbrough wurde, fand sich Platt wieder häufig auf der Ersatzbank wieder und so endete nach der Saison 1982/83 Platts langjährige Liaison mit dem Klub nach insgesamt 481 Pflichtspielen. Gerade einmal 31 Jahre alt und damit noch jung für einen Torhüter, entschloss sich Platt für eine Rückkehr nach Ballymena und wurde dort Spielertrainer. Im Jahr 1984 gewann er mit dem Klub auf Anhieb den Irish Cup.
Kurz darauf wurde er Trainer beim Coleraine FC und behielt diese Funktion bis zu seinem Rücktritt im Jahr 1990. Danach übernahm er noch Traineraufgaben bei den Ballyclare Comrades, Assyriska FF, dem nordirischen Fußballverband, dem FC Darlington und dem FC Gateshead. Später wurde er Funktionär beim FC Middlesbrough und danach im Jahr 2009 Torwarttrainer beim FC Darlington.

### Nordirische Nationalmannschaft
Platt debütierte am 24. März 1976 für die nordirische Nationalmannschaft per Einwechslung gegen Israel (1:1) und war dann im Mai 1978 die „Nummer 1“ während der British Home Championship. Nachdem Nordirland hier noch Tabellenletzter geworden war, drehte sich das Glück zwei Jahre später. Platt vertrat hier den Stammkeeper Pat Jennings, der mit dem FC Arsenal jeweils das Endspiel im FA Cup und im Europapokal der Pokalsieger bestritt. Platt stand auch bei der anschließenden Tour durch Australien zwischen den Pfosten, bevor er nach zwei Einsätzen in der WM-Qualifikation seinen Platz wieder an Jennings verlor. Da im Vorfeld der WM-Endrunde 1982 erhebliche Zweifel an Jennings’ Fitness bestanden, mehrten sich die Gerüchte, dass Platt ihm vorgezogen würde. Jennings konnte jedoch rechtzeitig genesen und begann das Turnier als nordirischer Keeper. Platt äußerte öffentlich gegenüber Trainer Billy Bingham seinen Unmut, was wiederum zur Folge hatte, dass Platt im wichtigen dritten Gruppenspiel gegen den Gastgeber Spanien komplett fehlte und stattdessen der dritte Torwart George Dunlop als Vertreter für Jennings nominiert wurde. Nordirland qualifizierte sich als Gruppensieger für die Zwischenrunde. In der dort ersten Partie gegen Österreich (2:2) musste Jennings passen und so stand Platt in der Startelf. Im entscheidenden dritten Spiel gegen Frankreich kehrte Jennings in die Mannschaft zurück und nach der 1:4-Niederlage schied Nordirland aus dem Turnier aus.
Da Jennings in der darauf folgenden Saison 1982/83 bei Arsenal seinen Stammplatz verlor, vertraute Bingham in den ersten Begegnungen der Qualifikation für die Euro 1984 zunächst auf Platt. Obwohl die erste Partie gegen Österreich mit einer 0:2-Niederlage endete, hatte er in der folgenden Begegnung gegen Vizeweltmeister Deutschland erheblichen Anteil an dem überraschenden 1:0-Sieg. Mit dem absehbaren Ende von Platts Karriere in Middlesbrough und dem Comeback von Jennings bei Arsenal wurde aber die alte Hackordnung schnell wieder hergestellt. Nach seiner Rückkehr nach Nordirland trug Platt im Jahr 1984 mit zwei Einsätzen zum erneuten Gewinn der British Home Championship bei.
Nach seinem Wechsel ins Trainerfach wurde Platt weiter als Spieler in die nordirische Nationalmannschaft berufen. Nach seinem 23. und letzten Länderspiel im Vorfeld der WM-Endrunde 1986 in Mexiko gegen Marokko (2:1) blieb er beim Turnier selbst ohne Einsatz. Als kurz darauf Jennings seinen Rücktritt bekannt gab, äußerte Platt seine Hoffnung, letztlich doch noch Stammtorhüter zu werden, aber mit Phil Hughes und George Dunlop wurden nunmehr deutlich jüngere Torhüter bevorzugt.

## Titel/Auszeichnungen
- Anglo-Scottish Cup (1): 1975/76
- British Home Championship (2): 1979/80, 1983/84
- Irish Cup (1): 1983/84